# Landkreis Güstrow (1933–1952)
| Basisdaten            | Basisdaten    |
| --------------------- | ------------- |
| Bestandszeitraum      | 1933–1952     |
| Verwaltungssitz       | Güstrow       |
| Einwohner             | 56.314 (1939) |
| Gemeinden             | 204 (1939)    |
| Karte von Mecklenburg |               |
|                       |               |

Der Landkreis Güstrow bestand von 1933 bis 1952 in Mecklenburg. Der Kreissitz befand sich in Güstrow. Das ehemalige Kreisgebiet gehört heute zum Landkreis Rostock in Mecklenburg-Vorpommern.

## Geschichte
1925 wurde in Mecklenburg-Schwerin aus den Ämtern Bützow und Güstrow-Rossewitz das Amt Güstrow gebildet. 1933 wurde aus dem Amt Güstrow der Kreis Güstrow. Die Stadt Güstrow blieb kreisfrei. Mecklenburg-Schwerin wurde mit Mecklenburg-Strelitz 1934 zu einem Land Mecklenburg vereinigt. Nach dem Zweiten Weltkrieg wurde die Bezeichnung des Kreises in Landkreis Güstrow geändert. Der Landkreis gehörte nun zum Land Mecklenburg-Vorpommern in der Sowjetischen Besatzungszone. Der Name des Landes wurde 1947 in Mecklenburg geändert. Seit 1949 gehörte es zur DDR. 
Am 1. Juli 1950 verlor die Stadt Güstrow ihre Kreisfreiheit und wurde in den Landkreis eingegliedert. Am 1. Oktober 1951 wechselten die drei Gemeinden Borkow, Groß Raden und Mustin aus dem Landkreis Güstrow in den Landkreis Wismar.
Der Landkreis Güstrow wurde am 25. Juli 1952 im Rahmen der Auflösung der Länder aufgeteilt:
- Die Städte Bützow und Schwaan sowie die Gemeinden Bandow, Baumgarten, Benitz, Bernitt, Boitin, Bröbberow, Dreetz, Gnemern, Göldenitz, Göllin, Jürgenshagen, Kassow, Katelbogen, Klein Belitz, Klein Sien, Kurzen Trechow, Lübzin, Neu Bernitt, Neuendorf, Penzin, Qualitz, Rosenow, Rühn, Rukieten, Schlemmin, Selow, Steinhagen, Tarnow, Viezen, Vorbeck, Warnow, Werle, Wiendorf, Zeez, Zepelin und Zernin aus dem Westen des Landkreises kamen zum neuen Kreis Bützow.
- Die Gemeinden Dalkendorf, Groß Ridsenow, Groß Roge, Groß Wokern, Matgendorf, Neu Heinde, Prebberede, Rachow, Schwiessel und Warnkenhagen aus dem Osten des Landkreises kamen zum neuen Kreis Teterow.
- Das Kerngebiet des Kreises bestand als Kreis Güstrow fort.
- Die Kreise Güstrow und Bützow kamen zum Bezirk Schwerin und der Kreis Teterow zum Bezirk Neubrandenburg.

## Politik

### Landdroste
1921–1923 Ernst Havemann
1923–1928 Hans Schlie

### Amtshauptmänner/Landräte
1921–1932 Wilhelm Höcker (SPD)
1932–9999 Friedrich Scharf (NSDAP)
1932–1936 Walter Rieck
1936–1944 Walter Schöps
1945–1946 Bernhard Quandt (KPD/SED)
1946–1949 Klaus Sorgenicht (SED)

## Einwohnerentwicklung
| Einwohner | 1925 (Amt) | 1933   | 1939   | 1946    |
| --------- | ---------- | ------ | ------ | ------- |
|           | 56.965     | 55.426 | 56.314 | 105.576 |

Die Einwohnerzahlen der Städte des Landkreises im Jahre 1939:
| Bützow        | 7.284 |
| Krakow am See | 2.460 |
| Laage         | 2.924 |
| Schwaan       | 4.853 |

## Städte und Gemeinden
Im Jahre 1939 umfasste der Landkreis Güstrow vier Städte und 198 weitere Gemeinden:
| - Alt Kätwin - Alt Polchow - Alt Sammit - Altenhagen - Amalienhof - Amts Bauhof - Augustenruh - Badendiek - Bandow - Bansow - Bartelshagen - Baumgarten - Belitz - Bellin - Benitz - Bernitt - Boitin - Boldebuck - Bölkow - Bolz - Borkow - Bossow - Braunsberg - Bredentin - Breesen - Bröbberow - Bülow - Bützow, Stadt - Carlsdorf - Charlottenthal - Dalkendorf - Dehmen - Dersentin - Diekhof - Dobbin - Dolgen - Dreetz - Drölitz - Dudinghausen - Eickelberg - Ganschow - Garden - Gerdshagen - Glambeck - Glasewitz - Gnemern - Göldenitz - Goldewin - Göllin - Goritz - Gottin | - Gremmelin - Groß Belitz - Groß Breesen - Groß Gischow - Groß Grabow - Groß Grenz - Groß Lantow - Groß Raden - Groß Ridsenow - Groß Roge - Groß Schwiesow - Groß Tessin - Groß Upahl - Groß Wokern - Gülzow - Gutow - Hägerfelde - Hermannshagen - Hinzenhagen - Hohen Sprenz - Hoppenrade - Horst - Jabelitz - Jahmen - Jürgenshagen - Kankel - Karcheez - Karow - Käselow - Kassow - Katelbogen - Käterhagen - Kirch Kogel - Kirch Rosin - Klaber - Klein Belitz - Klein Grabow - Klein Grenz - Klein Roge - Klein Raden - Klein Schwiesow - Klein Sien - Klein Sprenz - Klein Upahl - Knegendorf - Kobrow - Koppelow - Krakow am See, Stadt - Kritzkow - Kronskamp - Kuchelmiß | - Kuhs - Kurzen Trechow - Kussow - Laage, Stadt - Laase - Lalendorf - Langensee - Langhagen - Letschow - Levkendorf - Liessow - Lohmen - Lübsee - Lübzin - Lüningsdorf - Lüssow - Mamerow - Marienhof - Matgendorf - Mierendorf - Mistorf - Möllen - Moltenow - Mühl Rosin - Mustin - Neu Bernitt - Neu Heinde - Neuendorf - Niendorf - Nienhagen b. Groß Wokern - Nienhagen b. Lalendorf - Oettelin - Oldenstorf - Parkow - Passin - Penzin - Pölitz - Prebberede - Qualitz - Rachow - Raden - Reimershagen - Reinshagen - Rensow - Roggow - Rosenow - Rossewitz - Rothspalk - Ruchow - Rühn - Rukieten | - Rum Kogel - Sabel - Sarmstorf - Schlemmin - Schlieffenberg - Schwaan, Stadt - Schweez - Schwiessel - Selow - Siemitz - Spoitkendorf - Spotendorf - Steinhagen - Strenz - Striesdorf - Striesenow - Striggow - Subzin - Suckow - Suckwitz - Tarnow - Tatschow - Tellow - Teschow - Tieplitz - Vietgest - Viezen - Vogelsang - Vorbeck - Wardow - Warnkenhagen - Warnow - Wattmannshagen - Weitendorf - Wendorf b. Baumgarten - Wendorf b. Plaaz - Werle - Wiendorf - Wilhelminenhof - Wokrent - Wolken - Woserin - Wotrum - Wozeten - Zapkendorf - Zeez - Zehlendorf - Zehna - Zepelin - Zernin - Zülow |

Die Gemeinde Wattmannshagen hieß bis 1934 Hohenfelde und die Gemeinde Reimershagen hieß bis 1934 Louisenhof.
In den 1930er Jahren fand eine größere Zahl von Eingemeindungen statt:
| - Ahrenshagen, 1937 zu Kuchelmiß - Boitin, Hof, 1937 zu Boitin - Brokhusen, 1937 zu Benitz - Buchenhof, 1937 zu Klein Raden - Eickhof, 1937 zu Eickelberg - Friedrichshof, 1937 zu Passin - Gerdshagen, Hof, 1937 zu Gerdshagen - Grünenhagen, 1937 zu Boitin - Kambs, 1937 zu Vorbeck - Klein Breesen, 1937 zu Groß Breesen - Klein Gischow, 1937 zu Groß Gischow - Klein Lantow, 1937 zu Groß Lantow - Klein Ridsenow, 1937 zu Groß Ridsenow - Lenzen, 1936 zu Ruchow | - Lüdershagen, 1936 zu Hoppenrade - Moisall, 1937 zu Klein Sein - Neu Sammit, 1936 zu Bossow - Prüzen, 1938 zu Hägerfelde - Pustohl, 1936 zu Berendshagen - Reinstorf, 1937 zu Klein Belitz - Rothen, 1938 zu Borkow - Schependorf, 1937 zu Laase - Schlockow, 1937 zu Warnow - Schönwolde, 1937 zu Ganschow - Tenze, 1937 zu Tellow - Ulrikenhof, 1937 zu Klein Sein - Zehlendorf, Hof, 1937 zu Zehlendorf |